# Луино
Луино (итал. Luino) је насеље у Италији у округу Варезе, региону Ломбардија.
Према процени из 2011. у насељу је живело 12146 становника. Насеље се налази на надморској висини од 209 м.

## Становништво
Према резултатима пописа становништва 2011. у општини је живело 14.276 становника.
| 1936. | 1951.  | 1961.  | 1971.  | 1981.  | 1991.  | 2001.  | 2011.  |
| ----- | ------ | ------ | ------ | ------ | ------ | ------ | ------ |
| 9.692 | 10.693 | 11.275 | 14.118 | 15.510 | 14.883 | 14.234 | 14.276 |

## Партнерски градови
- Sanary-sur-Mer